# Distrito de Saylla
El distrito peruano del Saylla es uno de los ocho que conforman la Provincia del Cusco, ubicada en el Departamento del Cusco, bajo la administración del  Gobierno regional del Cusco, Perú.

## Historia
Este distrito fue creado mediante Ley n.º 9550 del 14 de enero de 1942, en el primer gobierno del Presidente Manuel Prado Ugarteche.

## Geografía
El territorio de este distrito se extiende en 28,38 kilómetros cuadrados y tiene una altitud de 3 150 metros sobre el nivel del mar. 

## Población
El distrito tiene una población aproximada de 9 146 habitantes.

## Autoridades

### Municipales
- 2023-2026[1]
  - Alcalde: [Arq. Rolando Ccopa Mendoza].

- - Regidores:
  - Prof. Abel Mojonero Murillo
  - Sra. Alisia Aparicio Ciprian
  - Bach. Luis M. Mamani Condori
  - Lic. Jennifer Paucar Amar
  - Prof. Vianet Gutierrez Quispe

### Religiosas
- Arzobispo metropolitano Monseñor Juan Antonio Ugarte Pérez.

## Festividades
- Virgen Purificada